# Енцо Ле Фе
Енцо Жеремі Ле Фе (фр. Enzo Jérémy Le Fée, нар. 3 лютого 2000, Лор'ян, Франція) — французький футболіст, півзахисник клубу «Рома» та молодіжної збірної Франції.

## Ігрова кар'єра

### Клубна
Енцо Ле Фе народився у місті Лор'ян і є вихованцем футбольного клуба зі свого рідного міста. У листопаді 2018 року футболіст підписав з клубом професійний контракт. В травні 2019 року у матчі проти «Сошо» Ле Фе дебютував в основі у матчах Ліги 2. Наступного сезону своєю грою футболіст допоміг команді виграти турні Ліги 2 і підвищитися до Ліги 1. Дебют півзахисника у вищому дивізіоні відбувся у серпні 2020 року у матчі проти «Страсбура».
10 липня 2024 року за 23 млн. євро перейшов до італійської «Роми».

### Збірна
У 2021 році Ле Фе взяв участь у матчах літніх Олімпійських Ігор у Токіо. На турнірі футболіст зіграв три поєдинки.

## Досягнення
Лор'ян
- Переможець Ліги 2:2019/20